# 원더풀 데이즈
《원더풀 데이즈》(Wonderful Days)는 김문생 감독의 극장 SF 애니메이션이다. 총 제작기간 7년, 제작비 126억원의 거대한 투자로 개봉 전부터 주목받아왔다. 이 영화를 돋보이게 하는 가장 큰 요소는 영상미로서 CGI와 실사 미니어쳐를 사용한 배경, 셀 애니메이션으로 표현한 등장인물의 3중 합성방식으로 제작된 것이 특징이다. 
 국내에서는 총관객 22만 4천명으로 흥행에 실패해 이후 대형 배급사가 애니메이션에 투자를 꺼리게 되는 계기가 되기도 했지만, 작품성을 인정받아 일본, 대만, 프랑스 등에 수출하기도 했다. 특히 대만에서의 경우 '쉬리'보다 비싼 가격에 팔리기도 했다. 또한 한국 애니메이션 사업에서 적극적으로 시도하지 못했던 '원 소스 멀티 유즈(One source,Multi use)' 개념을 시도하고자 많은 노력을 한 모습이 보이는 작품이다.

## 줄거리
- 서기 2142년, 황폐화된 지구에서 이기적으로 살아가는 도시 '에코반'. 에코반의 에너지 공급원은 에코반 바깥의 오염물질이다. 에코반은 이웃한 유랑민 집단 거주지 '마르' 주민들을 노예처럼 거느리면서 의도적 사고를 일으켜서 오염을 일으키곤 한다. 이런 에코반 시스템을 무력화시키려는 '닥터 노아'와 그의 밑에서 자란 전 에코반 요원 출신의 '수하', 수하의 친구였던 현 에코반 요원 '제이', 에코반 시스템을 지키려는 요원대장 '시몬', 마르의 자칭 레지스탕스 패거리 '핫도그 일당' 등의 암투가 그려지는 작품이다.

- 공식 메이킹 북에 따른 전개 과정은 이러하다.

1. Day of rain
현실 - 7분 50초
2. Day of fog
혼돈 - 12분 51초
3. Day of thunder & lightning
생존과 전투 - 35분 25초
4. Day of wind
변화 - 7분 52초
5. Day of Wonderful days
희망 18분 40초

## 등장인물
성우는 한국 원판(극장개봉/DVD확장판 순) / 일본 더빙판 순
수하
성우 - 최지훈 / 야마데라 코이치 (어린 수하:맹세창 / 이케다 쿄스케)
제이
성우 - 은영선 / 사나다 아사미 (어린 제이:김희정 / 오카타 마키)
시몬
성우 - 오인성 / 요코보리 에츠오
총독
성우 - 김명국 / 오오키 타미오
부관
성우 - 탁원제 / 유인촌 / 야마지 카즈히로
노아박사
성우 - 김병관 / 기주봉 / 키요카와 모토무
철한
성우 - 시영준 / 이시즈카 운쇼
에타
성우 - 여민정 / 에노모토 아츠코
죠
성우 - 박지훈 / 고토 테츠오
우디
성우 - 김성민 / 사쿠라이 호마레
데이빗
성우 - 안용욱 / 박동하
티폰
성우 - 김수중 / 아라카와 다이자부로
카렌
성우 - 은서우 / 테지마 사키
경비대원
성우 - 김광국
상황실대원
성우 - 박만영
대장간 노인
성우 - 정명준
감독관
성우 - 김정은

## 제작진
- 제작지휘：김성룡, 강한영
- 프로듀서：이경학, 황경선
- 감독：김문생
- 연출：김문생, 박선민
- 각본：박준용, 김문생
- 각본감수：곽재용
- 각색：이재옥
- 음향녹음：김석원
- 음악：원일
- 미술：이석연
- 촬영：이순관
- 조명：박인
- 조감독：한제성
- 합성：심재일
- C.G：홍성호, 박영민
- 제작：필름앤웍스-틴하우스

## DVD
- 원더풀 데이즈 (상영시간:87분/ 발매일:2003년 9월 6일/ 발매원:프리지엠(SM픽쳐스))
- 원더풀 데이즈 확장판-아름다운 이야기 (상영시간:95분/ 발매일:2004년 3월 27일/ 발매원:비트윈)

## 음악
원더풀데이즈(Wonderful days) O.S.T Special Edition (발매일:2003년 6월 27일/ 발매원:서울음반)
- CD1

1. 제이의 테마 (Wonderful Days Main Theme) (원일, 루진)
2. Sky (원일, 이승열, 루진)
3. Mother Universe (Trailer ver.) (서영은, Czech Philharmonic Orchestra, 루진)
4. 비상(飛上) (Ending Title) (이승열)
5. 우디의 하모니카 (이지상)
6. Wonderful Days Theme Ⅰ (Trailer ver.) (정재일,루진)
7. Hellen’s Song (루진)
8. A Prayer (정재일, 이승열, 루진)
9. 아리아 (English ver.) (Maria Hahn)
10. 에코반 추격 (원일)
11. Wonderful Days Theme Ⅱ (Orchestra ver.) (Czech Philharmonic Orchestra)
12. 마르 테마 (예쁜아이들)
13. 아리아-꿈 (한글 ver.) (김수정)
14. Wonderful Days Theme Ⅲ (Piano ver.) (정재일)

- CD2

1. VCD 예고편 Clips Teaser Trailer
2. 예고편 Main Trailer
3. Highlight Clips Escape (타임캡슐)
4. Highlight Clips Intrusion (에코반 추격)
5. Miniature Making
6. 체코 프라하 녹음 Clip
7. 국내 스튜디오 작업 Clip
8. 원일 감독 작업 Clip
9. 비상
10. Hellen' Song